# Casper Struiwig
Casper Struiwig (Groningen, 1698 - Groningen, 1747) was een Nederlandse beeldsnijder.

## Leven en werk
Struiwig (ook Struiwigh en Struwig) werd geboren in de Nieuwe Boteringestraat als zoon van Claas Struiwig en Geesjen ten Hoorn. Hij werd gedoopt in de A-Kerk op 30 november 1698. In 1722 trouwde hij met Anna Croons (1695-1742). Het gezin woonde bij de Kijk in 't Jatbrug. Hij hertrouwde in 1743 met Hillegonda de Leur.
Er was niet veel vraag naar zelfstandige sculpturen in de 18e eeuw, beeldhouwers werkten daarom vaak samen met een kistenmaker of andere ambachtsmeester. Zij verzorgden dan het houtsnijwerk voor de diverse meubelstukken. Struiwig werkte samen met kistenmaker Jan Bitter sr., zij maakten onder andere preekstoelen voor Middelstum, Zuidbroek en Eilsum. Struiwig werkte ook samen met de Groninger orgelbouwer Albertus Antoni Hinsz, die hem onder andere aan de opdracht hielp voor beeldhouwwerk en ornamenten aan het door hem gerestaureerde kerkorgel in Kampen.

## Enkele werken
- 1725 preekstoel voor de Nicolaaskerk in Haren
- 1733 preekstoel in Middelstum
- 1736 preekstoel voor de Petruskerk in Zuidbroek
- 1738 preekstoel in Eilsum
- 1742 beelden voor het Hinsz-orgel in de Bovenkerk in Kampen
- 1744 houtsnijwerk voor het Hinsz-orgel in de Nicolaïkerk in Appingedam
- ca. 1745 preekstoel voor Oterdum, nu in de Marktpleinkerk in Winschoten
- 17?? wapenbord van de familie Tjarda van Starkenborch in ’t Marnehoes in Wehe